# Fenghua
Fenghua (奉化区S) è un distretto della Cina, situato nella provincia dello Zhejiang.